# Glanum
Glanum fue una antigua y rica ciudad de fundación celta, primeramente llamada Glanon (en griego helenístico: Γλανόν), que estuvo bajo una gran influencia griega. Estaba dedicada al dios galo de la curación Glanis, nombre que adoptaba antes de ser definitivamente Glanum, nombre que le dio el Imperio Romano a esta antigua ciudad, situada a muy pocos kilómetros de la población francesa de Saint-Rémy-de-Provence, en las Bocas del Ródano. 
En ella se pueden encontrar estatuas de dioses guerreros, sentados y con las piernas cruzadas, esculpidas por la tribu celta de los saluvios. Tuvo su apogeo durante la época del primer emperador romano Augusto. Factores para su desarrollo fueron la protección del límite norte del macizo de los Alpilles, la presencia de un manantial y la proximidad de la Vía Domitia. Su destacado Arco de Glanum fue construido en la época de Tiberio. En su foro se han encontrado cinco dedicatorias imperiales.